# .218 Bee
.218 Bee гвинтівковий набій центрального запалення .22 калібру розроблений для полювання на шкідників компанією Winchester в 1937 році. Спочатку набій використовували в важільній гвинтівці Winchester Модель 65, що, можливо, зрештою призвело до його непопулярності. Набій названо на честь діаметра каналу стволу, в якому знаходиться набій, на відміну від загальної практики в США, коли маркування набою якимось чином відображає діаметр кулі.

## Історія
Набій .218 Bee було розроблено компанією Winchester для використання в важільній гвинтівці Модель 65. Winchester розробили набій шляхом обтискання дульця набою .25-20 Winchester для встановлення кулі діаметром .224. Оскільки набій .32-20 є похідним для набою .25-20, тому можна вважати, що він є похідним і для набою .218 Bee. Набій було представлено як комерційний у 1937 році в їхній важільній гвинтівці Модель 65, яку також заряджати набоями .25-20 та .32-20 Winchester. При цьому гвинтівки Модель 65 під набої .25-20 та .32-20 мали стволи довжиною 560 мм, а гвинтівки під набій .218 Bee мали стволи довжиною 610 мм.
Незважаючи на те, що на ранніх етапах набій був перспективним, він так і не прижився, хоча пізніше Winchester використали його в новій гвинтівці з ковзним затвором Модель 43 та Sako в своїй гвинтівці L-46. Були деякі питання відносно точності набою .218 Bee у порівнянні з набоєм .222, але це, ймовірно, було пов'язано з різницею в точності, властивій гвинтівкам з ковзним затвором, зазвичай під набій .222, і гвинтівкам з важільним затвором, зазвичай під набій .218 Bee. Хоча його і не використовують повсюдно, він, як і раніше, є дуже ефективним набоєм у своєму класі для полювання на дрібних та середніх шкідників на відстані до 180 м. Кілька виробників все ще випускають боєприпаси та гвинтівки.

## Продуктивність
З точки зору продуктивності набій .218 Bee знаходиться між меншим набоєм .22 Hornet й більшим набоєм .222 Remington та більш популярним набоєм .223 Remington. Набій .218 доволі добре показує себе на коротких відстанях.